# Ama Degbeon
Ama Degbeon (ur. 16 grudnia 1995 w Berlinie) – niemiecka koszykarka grająca na pozycjach silnej skrzydłowej lub środkowej, reprezentantka kraju.
20 maja 2019 dołączyła do Pszczółki Polski-Cukier AZS-UMCS Lublin. 11 lutego 2020 opuściła klub.

## Osiągnięcia
Stan na 12 lutego 2020, na podstawie, o ile nie zaznaczono inaczej.

### NCAA
- Uczestniczka rozgrywek:
  - Elite 8 turnieju NCAA (2015, 2017)
  - Sweet 16 turnieju NCAA (2015–2017)
  - II rundy turnieju NCAA (2015–2018)
- Uczestniczka rozgrywek II rundy turnieju NCAA (2014–2017)
- Laureatka Golden Torch Award (2016)

### Drużynowe
- Mistrzyni Szwecji (2019)[6]

### Indywidualne
(* – nagrody przyznane przez portal eurobasket.com)
- MVP finałów ligi szwedzkiej (2019)*[6]
- Najlepsza środkowa ligi szwedzkiej (2019)*[6]
- Zaliczona do I składu:
  - ligi szwedzkiej (2019)*[6]
  - zawodniczek zagranicznych ligi szwedzkiej (2019)*[6]

### Reprezentacja
Seniorów
- Uczestniczka kwalifikacji Eurobasketu (2015)

Młodzieżowe
- Mistrzyni Europy dywizji B:
  - U–20 (2014)
  - U–16 (2011)
- Uczestniczka mistrzostw Europy:
  - U–20 (2015 – 13. miejsce)
  - U–18 dywizji B (2012, 2013)